# Flabellum macandrewi
Espèce
Statut CITES
Flabellum macandrewi est une espèce de coraux appartenant à la famille des Flabellidae.